# Mayrinhac-Lentour
Mayrinhac-Lentour è un comune francese di 516 abitanti situato nel dipartimento del Lot nella regione dell'Occitania. Il comune fa parte della regione naturale francese della Limargue. Nel suo territorio ha origine il fiume Alzou.

## Società

### Evoluzione demografica
Abitanti censiti